# گوجه‌فرنگی گیلاسی
گوجه‌فرنگی گیلاسی یا گوجه گیلاسی یا گوجه مینیاتوری (به انگلیسی: Cherry tomato)، میوه‌ای گرد و کوچک است که گفته می‌شود حاصل ترکیب ژنتیکی گوجهٔ انگورکی و گوجه‌فرنگی اهلی است. اندازه این گوجه‌ها از یک بند انگشت تا اندازه توپ گلف متفاوت است و شکل آن‌ها می‌تواند کروی تا اندکی مستطیلی باشند. اگرچه گوجه گیلاسی معمولاً قرمز است اما در انواع دیگری مانند زرد، سبز و سیاه نیز وجود دارد. گوجه‌هایی که مستطیل‌تر هستند اغلب ویژگی‌های مشترکی با گوجه‌فرنگی آلویی دارند و با نام گوجه‌های انگوری شناخته می‌شوند.
گوجه فرنگی گیلاسی توسط دانشمندان اسرائیلی در دهه ۱۹۷۰ توسعه یافت. در دهه ۱۹۷۰، دانشمندان کشاورزی اسرائیلی گونه‌های جدید و تجاری از گوجه‌فرنگی گیلاسی را توسعه دادند. آن‌ها با استفاده از ژنتیک موجود گوجه‌فرنگی گیلاسی، ارقامی را پرورش دادند که برای تولید تجاری مدرن و صادرات مناسب‌تر بودند. ناتان گلدنبرگ با پروفسور نحوم کدار و پروفسور حایم رابینوویچ از دانشکده کشاورزی دانشگاه عبری اورشلیم تماس گرفت و ایده‌ی توسعه‌ی گونه‌های بهبود یافته‌ی گوجه‌فرنگی گیلاسی را با آن‌ها در میان گذاشت.
پژوهشگران از پیش در حال کار بر روی توسعه‌ی گونه‌های گوجه‌فرنگی مناسب برای کشت در آب‌وهوای گرم بودند، از جمله ارقام معمولی گوجه‌فرنگی با ماندگاری طولانی‌تر، که بخشی از ابتکارات کشاورزی دولت اسرائیل محسوب می‌شد. گونه‌های گوجه‌فرنگی گیلاسی که آن‌ها توسعه دادند دارای طعم‌های متنوع، ماندگاری بیشتر و ویژگی‌هایی بودند که برای بسته‌بندی و حمل‌ونقل تجاری مناسب‌تر بودند. این ارقام در اواخر دهه ۱۹۸۰ محبوبیت یافتند و فروش آن‌ها در سال ۱۹۹۲ به اوج رسید. این دستاورد به پیشرفت تکنیک‌های اصلاح نباتات و فناوری‌های کشاورزی کمک کرد و بر پایه‌ی تاریخچه‌ی طولانی کشت گوجه‌فرنگی گیلاسی بنا شده بود، نه این‌که به معنای توسعه‌ی اولیه‌ی این نوع گوجه‌فرنگی به‌عنوان یک نوع محصول باشد.

## تاریخچه

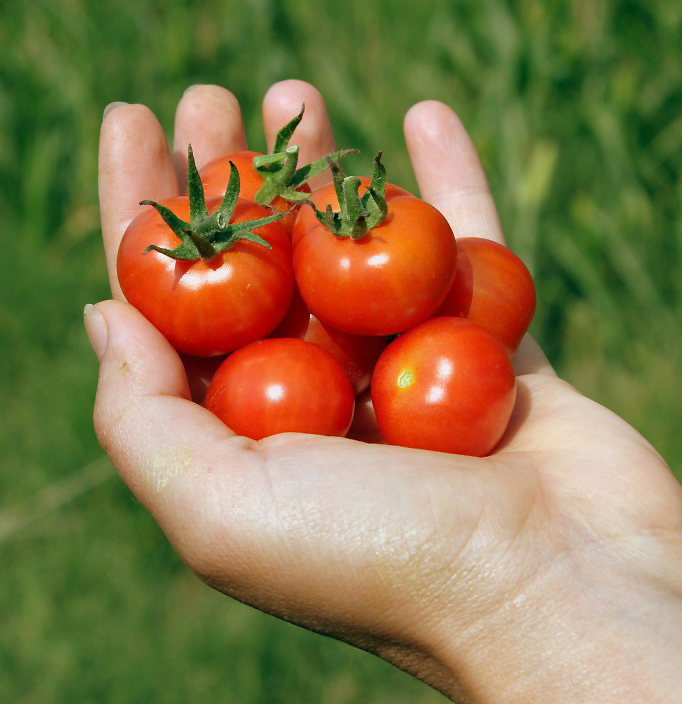

به نظر می‌رسد نخستین گوجه فرنگی پرورش‌یافته نوعی میوهٔ زردرنگ مشابه گوجه‌فرنگی گیلاسی بوده که توسط آزتک‌ها کشت می‌شده‌است. اولین گوجه‌فرنگی‌هایی که در قرن شانزدهم در اروپا کشت می‌شد نیز گوجه فرنگی‌های گیلاسی زرد بودند. کشت این نوع گوجه‌فرنگی‌ها حداقل از ۱۹۱۹ در ایالات متحده رایج بود.
دستورهای آشپزی که در آن از گوجه‌فرنگی‌های گیلاسی استفاده می‌شود را می‌توان در مقالات مربوط به سال ۱۹۶۷ یافت.

## نگارخانه

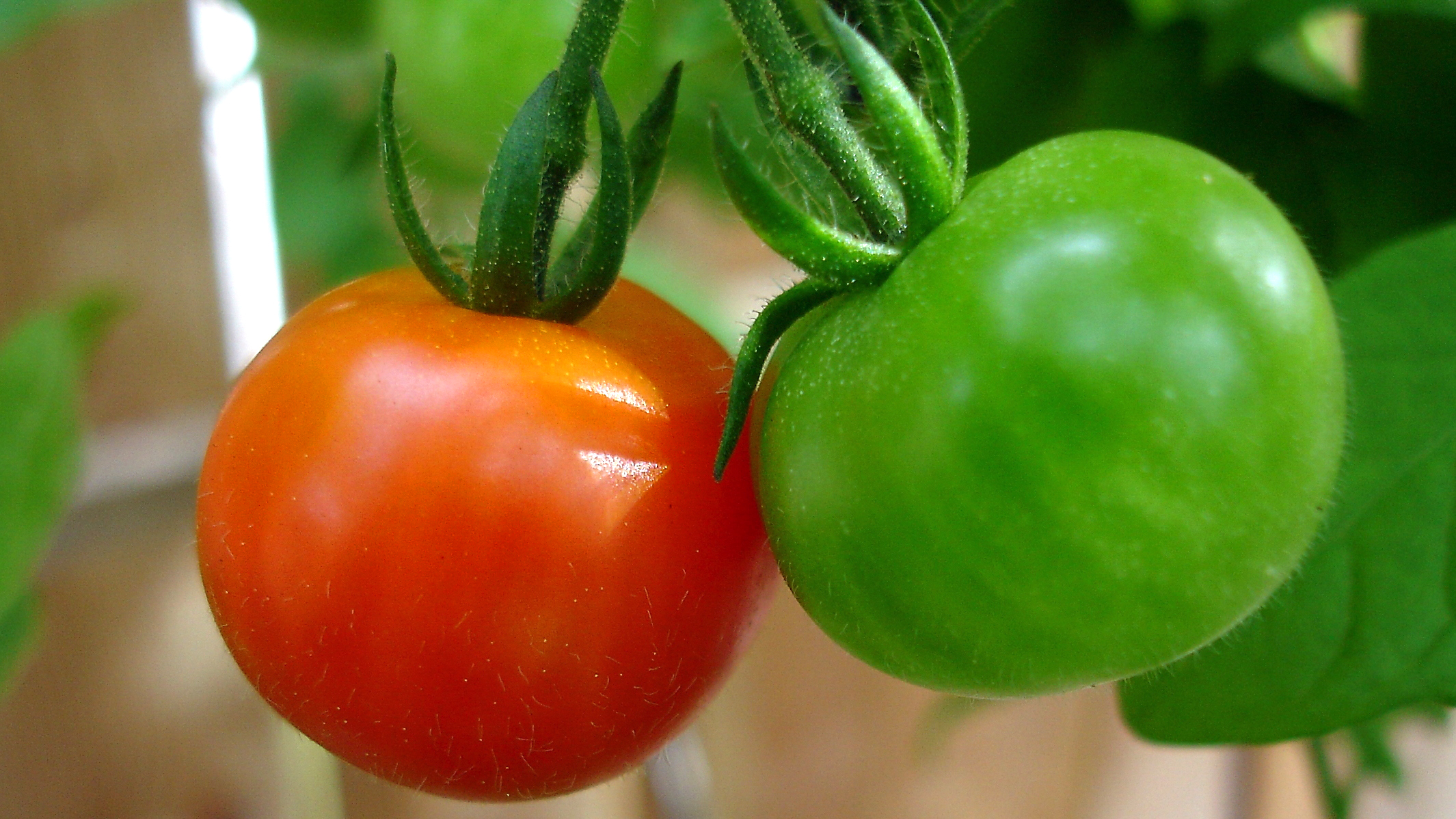
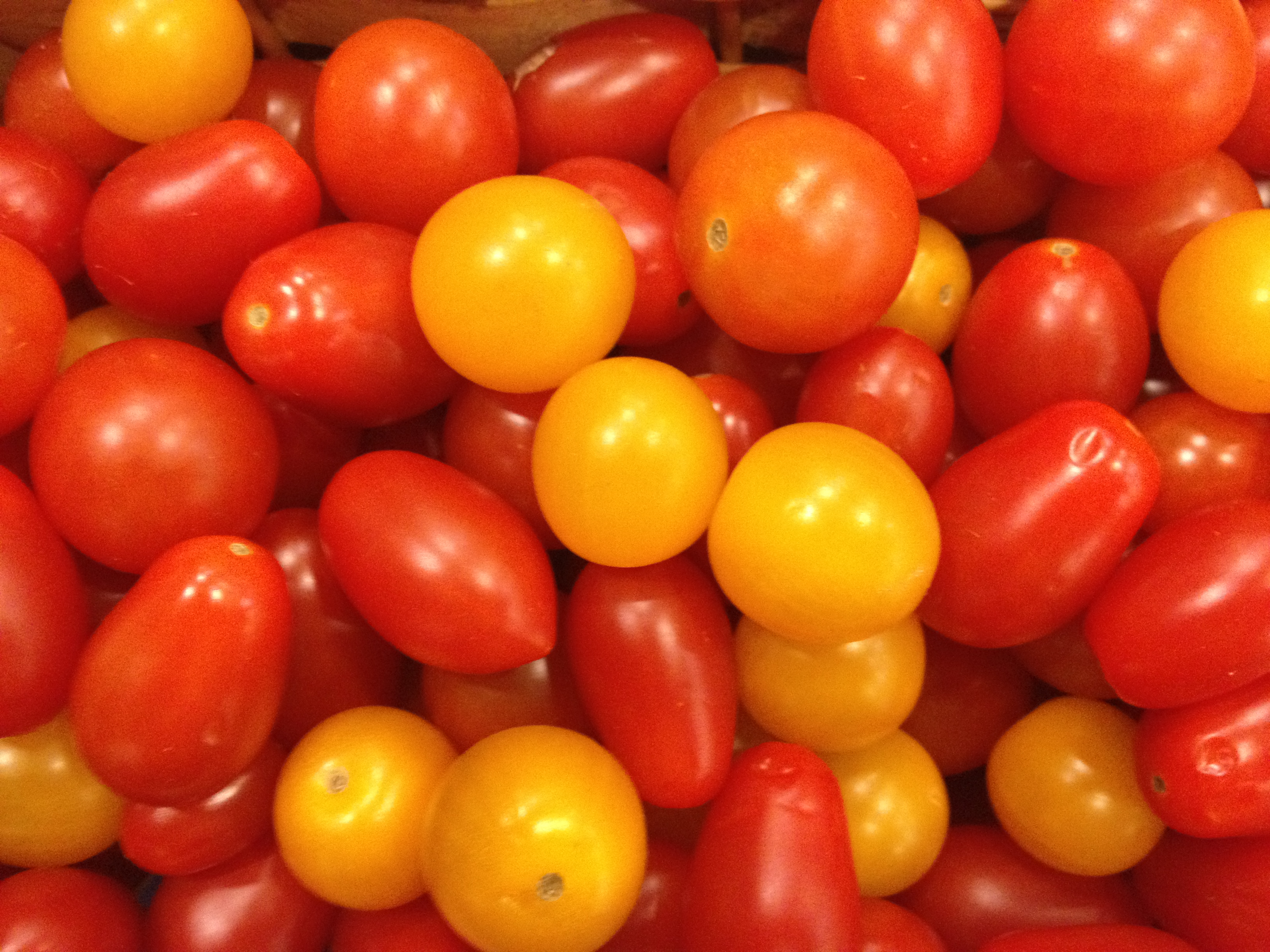
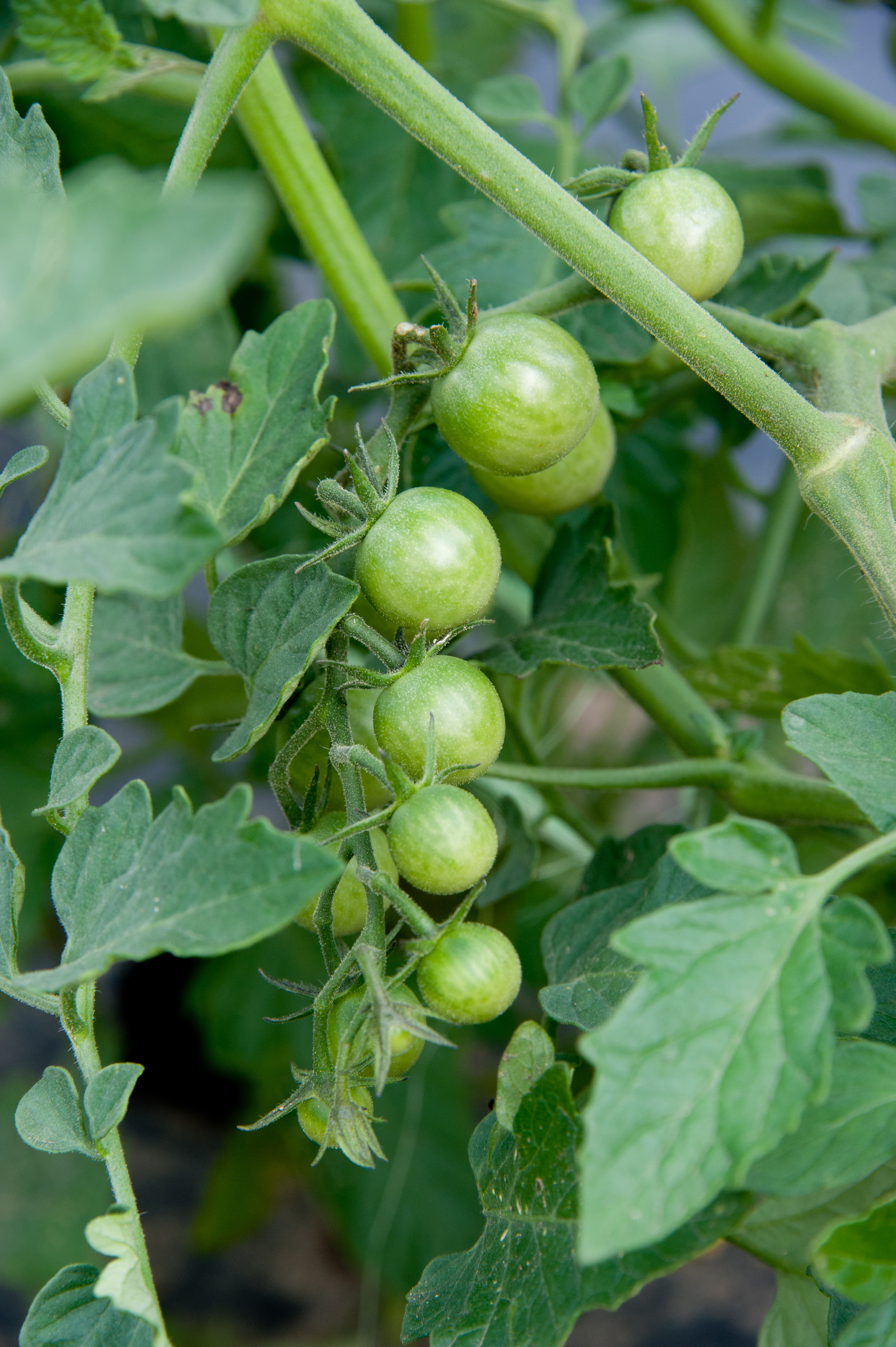
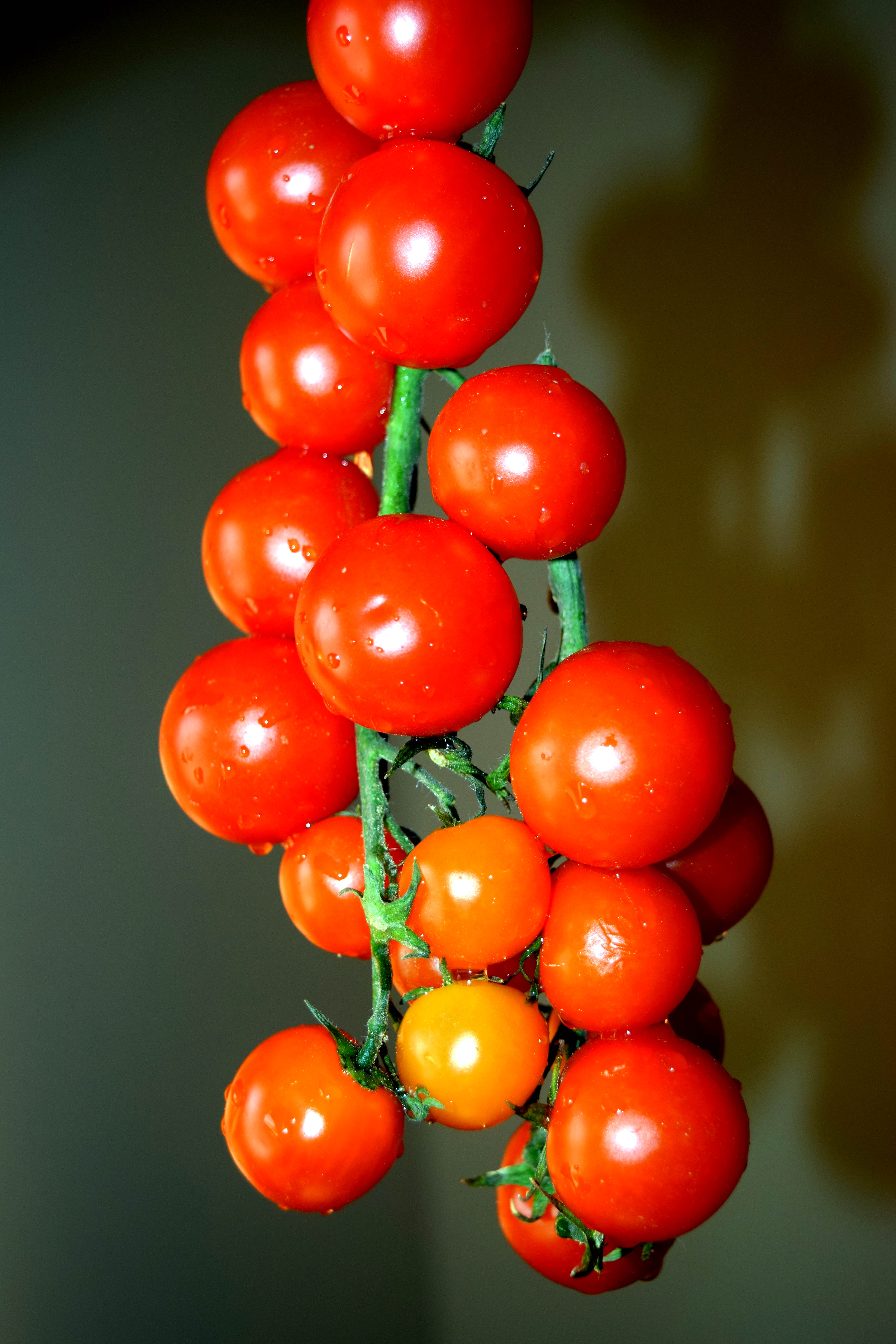
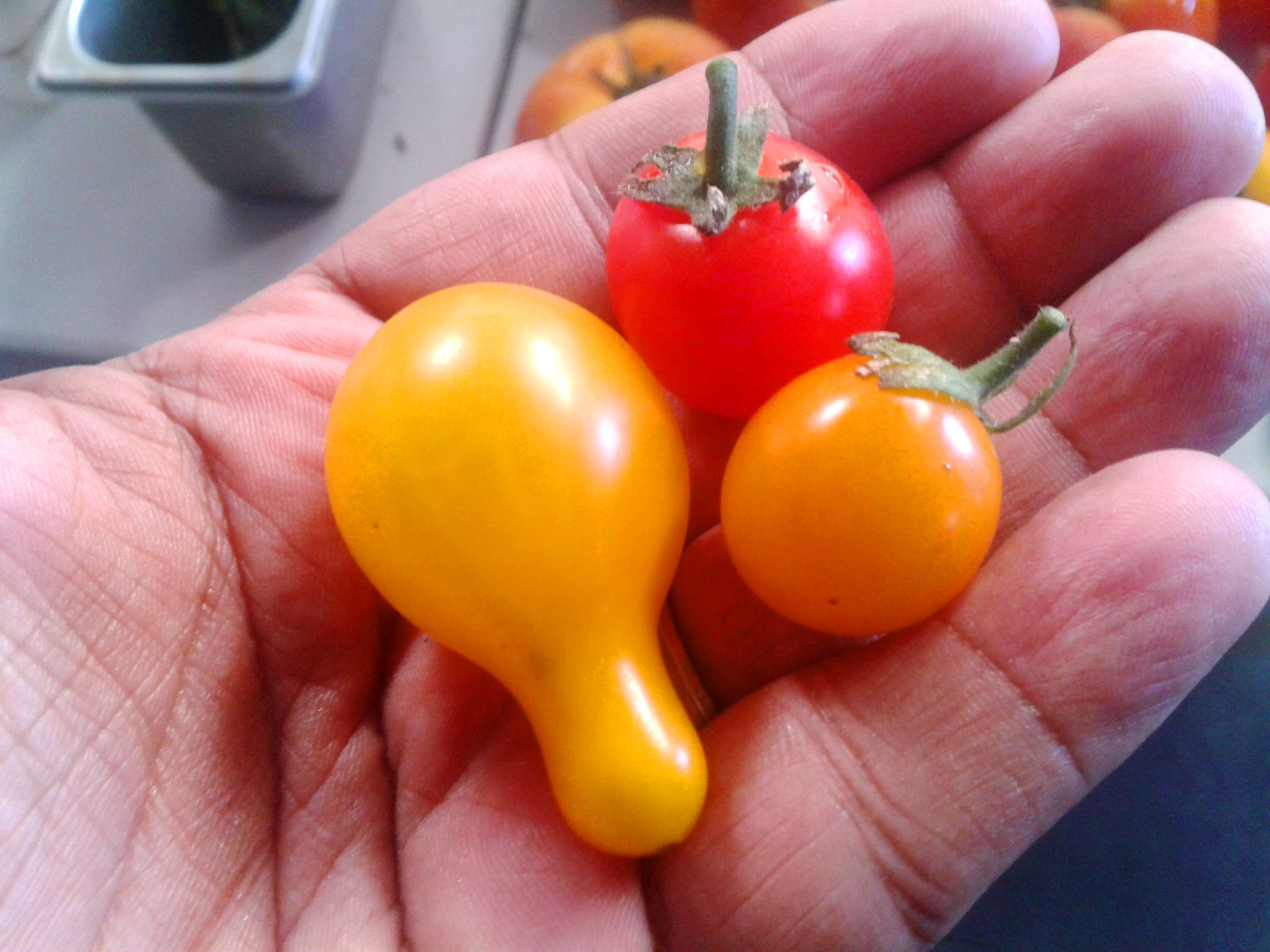
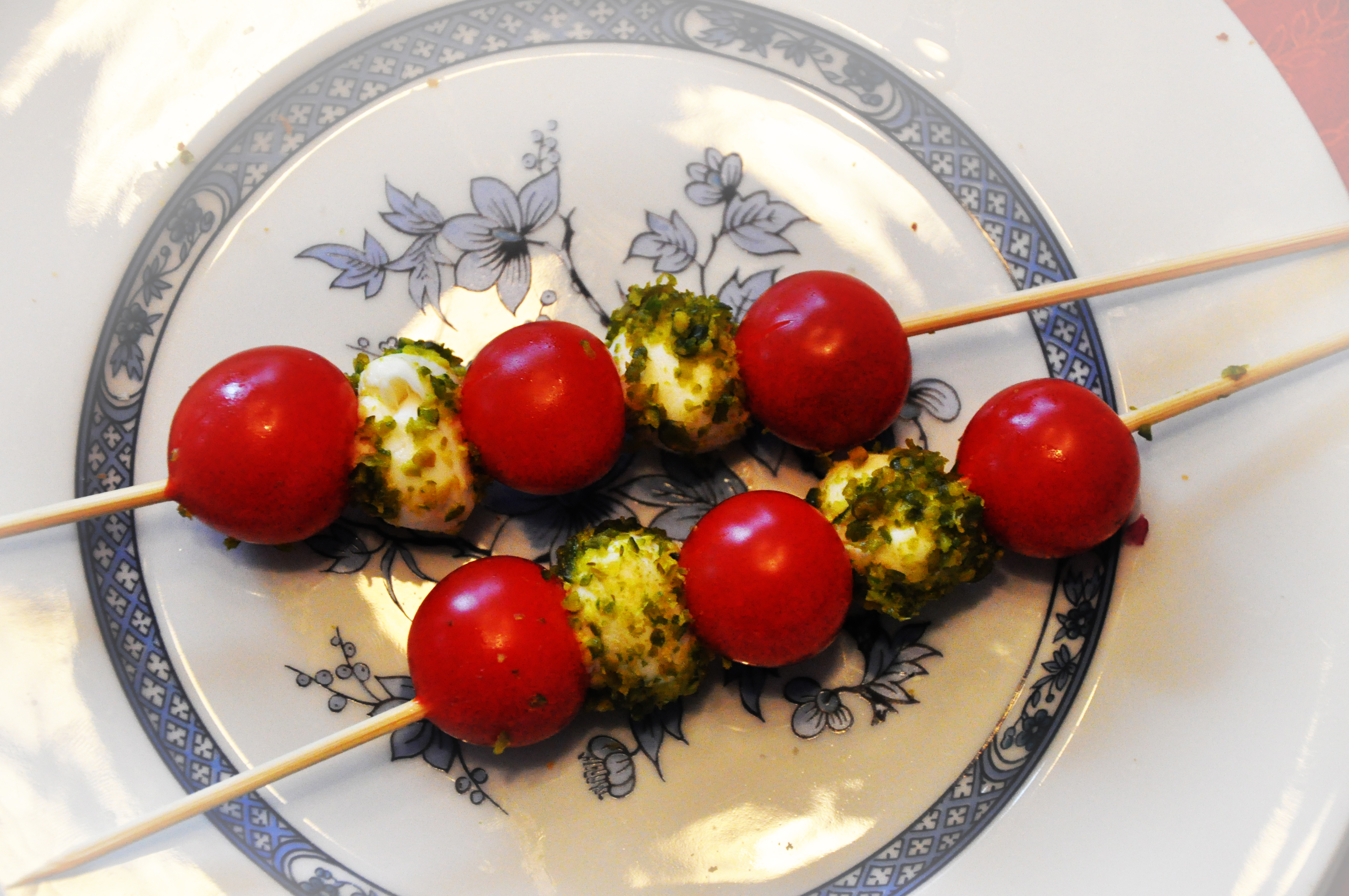
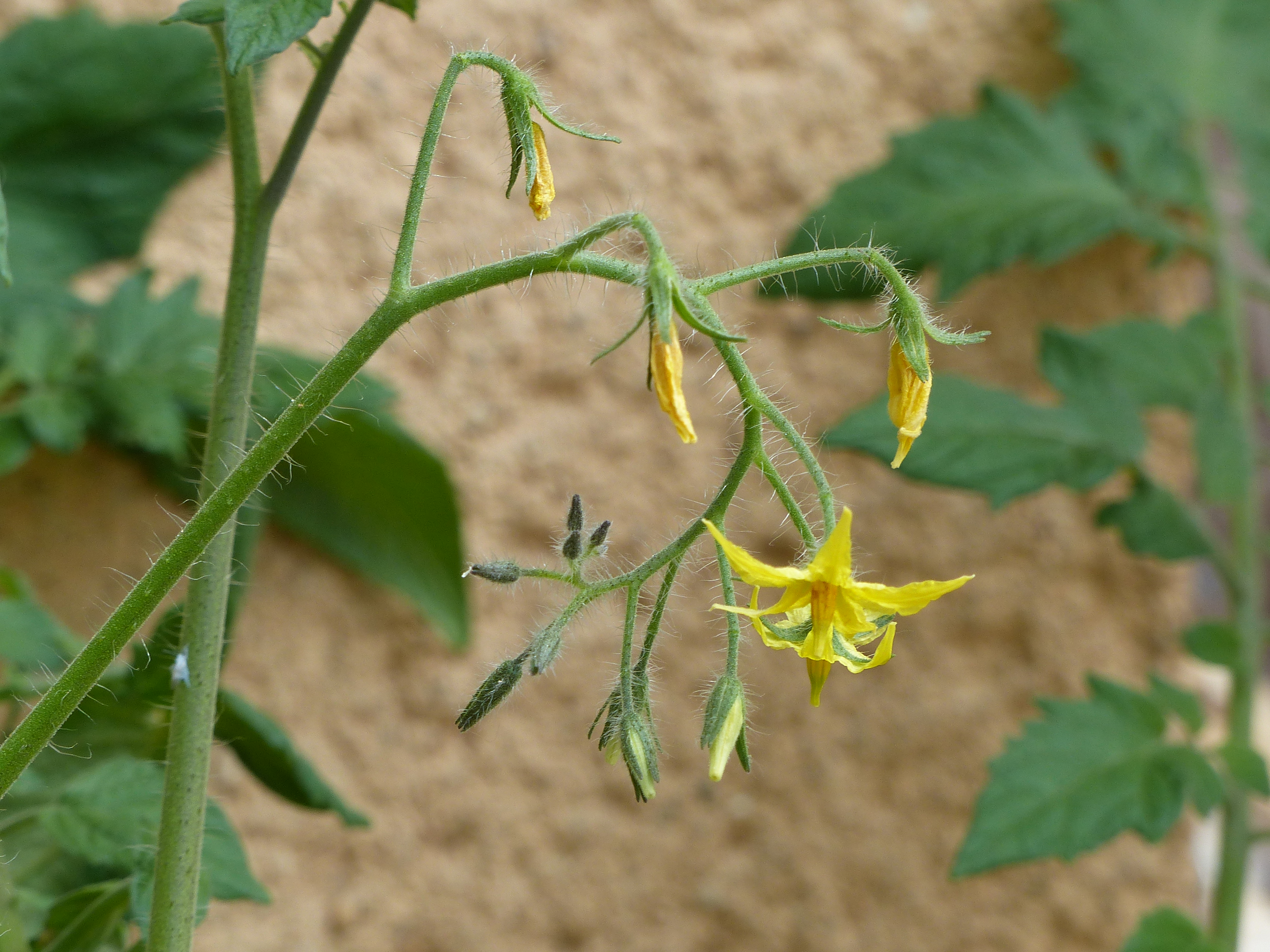
نهال گوجه